# Стефан I (патриарх Константинопольский)
Патриа́рх Стефа́н I (греч. Πατριάρχης Στέφανος Α΄; ноябрь 867 — 18 мая 893) — патриарх Константинопольский.
Сын императора Василия I и Евдокии Ингерины. Считается, что реальным отцом Стефана и его брата, Льва, будущего императора, был предшественник Василия I — император Михаил III, так как до выхода замуж за Василия I, Евдокия была любовницей Михаила III.
Стефан с детства был пострижен в монахи.
После восшествии на престол, император Лев VI удалил патриарха Фотия и поставил вместо него своего брата, 18-летнего Стефана.
Став самым молодым патриархом, Стефан не оставил после себя каких-либо значительных деяний. После его смерти в 893 году, император Лев VI, по совету своего министра, Стилиана Заутцы, назначил на патриаршую кафедру Антония.